# Ирански нуклеарни програм
Ирански нуклеарни програм подразумева, према званичним тврдњама, напоре које Иран чини у циљу досезања технологије за снабдевања енергијом коришћењем атомске енергије. Ови напори започели су још 1959. године. До данас (септембар 2009) још ни један атомски реактор није почео са производњом енергије, али постоје само мањи истраживачки реактори. Међународна агенција за атомску енергију одредила је да је планирани почетак рада Атомске централе Бушер за 1. септембар 2009.
Године 2006, 2007. и 2008. Ирану су због несарадње уведене санкције, иако та држава тврди да се програм искључиво изводи у миротворне сврхе, ради снабдевања енергијом и да то никоме није претња.

## Увод
Ирански нуклеарни програм започет је још у педесетим годинама 20. века како би се развила нуклеарна технологија. Помоћ у развоју нуклеарног програма пружила је САД у оквиру програма Атоми за мир. Подршка и учешће САД и земаља западне Европе у Иранском нуклеарном програму трајала је до Иранске револуције 1979. када је смењен Шах Ирана Мухамед Реза Пахлави.
Након револуције 1979, Иранска влада привремено је прекинула са програмом, а онда је наставила уз много мању помоћ западног света. Ирански нуклеарни програм укључио је неколико инстраживачких тачака и то: обогаћивање ураниума, изградњу нуклеарних реактора, прављење рудника урана.
Прва нуклеарна централа, Бушер 1, требало би да постане оперативна 2009. Тренутно нема планова за довршење Бушер 2 реактора, иако се планира изградња 19 нуклеарних централа. 
Иран је објавио да ради на новој Нуклеарној централи капацитета 360 MWe која треба да се налази у Даркховину а такође постоје планови за више нуклеарних центарала и уранијумских рудника у будућности.
Према Иранској влади, сврха програма је чисто мировна, како би се поставили нуклеарни генератори који би требало да производе 6.000 MW електричне енергије до 2010 што би помогло економији Ирана. До 2007, отворена су нуклеарна постројења у градовима: Анарак, Арак, Ардакан, Боноб, Бушер, Чалус, Дарковин, Исфахан, Карај, Лашкар Абад, Лавизан, Натанц, Паршин, Сагхад, Јазд те нуклеарни центар за истраживање у главном граду Техерану.
Иран је још 1970 потписао споразум о неширењу нуклеарног наоружања те је од 1992 допустио ИАЕА да проверавају његова постројења. Ипак, многи су скептични око потреба Ирана за нуклеарном енергијом с обзиром да је Иран четврта најбогатија држава нафтом и плином.

## Контроверзне изјаве Ахмадинеџада
Ирански председник Махмуд Ахмадинеџад је 15. децембра 2005 изјавио да је "холокауст Јевреја у Другом светском рату само мит" те да би "Јеврејима требало дати државу у Европи, САД, Канади или Аљасци", а још је раније у септембру додао да би "Израел требало избрисати са карте", што је изавало осуде и критике диљем света, од САД до ЕУ-а. Бела кућа је потом изразила забринутост око тога жели ли Иран набавити нуклеарно оружје звог таквих радикалних ставова и употребити га против Израела. Ипак, Иран је касније изјавио да је говор Ахмадинеџада лоше преведен.
Савет безбедности УН, са свих 15 држава чланица, је 28. септембра 2005. издало изјаву којом осуђује такве ставове: „Савет безбедности осуђује примедбе о Израелу изјављене од господина Махмуда Ахмадинеџада, председника Исламске републике Ирана“. Уз то, Иран је још раније, 27. јула 2004, разбио печате агенције ИАЕА на центрифугама Урана, те присилно обновио повећање центрифуга код Натанза, што је изазвало осуде широм света, а уз помоћ сателитских снимака откривени су и тајни погоно за нуклеарну енергију који нису пријављени аганцији ИАЕА.

## Рок Ирану и реакције на нуклеарни програм
Ирански председник Ахмадинеџад је 11. априла 2006. изјавио да је његова земља „успешно обогатила уранијум“ и да се „Иран придружио групи земаља са нуклеарном технилогијом“. Уран је обогаћен 3,5% и могао се користити за нуклеарни реактор, док бе за нуклеарну бомбу требало обогаћење од 90%.
Дана 5. јуна 2006. 6 држава чланица Савета безбедности УН-а, Уједињено Краљевство, Кина, Немачка, Русија, САД и Француска су понудили Ирану низ предлога за помоћ у енергији у замену за престанак обогаћивања уранијума. 31. јула Иран је добио рок од УН-а да заустави свој програм до 31. августа 2006. У противном ће сносити „дипломатске и економске санкције". Кина и Русија дуго су се противиле оштријем деловању против Ирана, али су на крају ипак прихватили резолуцију.
Рок је прошао, а Иран није зауставио рад на нуклеарним ракторима, поновивши још једном да „није претња никоме, чак ни Израелу“. Амерички председник Џорџ Буш је на то изјавио да „Иран мора сносити последице“ и да је време за санкције. Русија и Кина су се противиле одлуци, а РУ је још једном продужила рок Ирану како би се нашло дипломатско решење. Кофи Анан је 3. јуна допутовау у Техеран како би покушао постићи конкретне договоре, но добио је само сигнал да је Иран спреман на разговоре.
САД и Израел су се највише успротивие нуклеарном програму. 14. октобра 2006. Бенјамин Нетанјаху, вођа израелске странке Ликуд, упозорио је на опасност од нуклеарне бомбе у рукама Ирана који планира нови холокауст: "Годија је 1938, а Иран је Немачка. И Иран је у трци за набављање атомских бомби. Морамо га зауставити". Сандеј Тајмс је 2007 чак објавио чланак у којем пише да Израел планира бомбардовати Иранска нуклеарна постројења, слично као што је направио са Операцијом Опера у Ираку.
Амерички председник Џорџ Буш ишао је корак даље и упозорио на Трећи светски рат у случају да Иран набави нуклеарно оружје: "Имамо једног иранског лидера који је рекао да жели уништити Иран. Зато сам рекао светским лидерима: 'Ако желите избећи трећи светски рат, мораћете их спречити да дођу до неопходних знања за производњу нуклеарног наоружања'".
Ахмадинеџад је пак узвратио да је Иран жртва нуклеарног „малтретирања": "Ирански је народ будан и браниће сва своја права до краја. Велики ирански народ одупире се угњетачима и неће се повући ни за длаку".

## Први круг санкција Ирану
Иако су се Русија и Кина дуго противиле, на крају су ипак постигли договор са САД око новије верзије резолуције која би требало да казни Иран.
Резолуција 1737 Савета безбедности је једногласно прихваћена 23. децембра 2006. под спонзорством Француске, Немачке и Велике Британије. У тој резолуцији наметнуте су ограничене санкције Ирану звог тога што није зауставио свој нуклеарни програм након Резолуције 1696. Том резолуцијом забрањена је достава нуклеарне технологије и материјала Ирану те се замрзава имовина појединаца и предузећа која су повезана са нуклеарним програмом. Санкције ће се скинути када Иран заустави „сумњиве активности“ на задовољство агенције ИАЕА.
Иран је осудио резолуцију и критиковао Савет безбедности. Мухамед Али Хусеини, представник Ирана, је изјавио да резолуција „не може утицати или ограничити Иранске мировне нуклеарне активности, али ће дисредитовати одлуке Савета безбедности, чија се моћ губи“. Због тога што је резолуција под чланом 41 од 7. поглавља закона УН-а, она се не може извршити кроз војну интервенцију. САД је заретио Ирану и даљим санкцијама ако не заустави свој програм.

## Други круг санкција Ирану
САД се након прве резолуције договорио са сталним чланицама око синопсиса за нову резолуцију. 24. марта 2007. Савет безбедности УН-а једногласно је изгласало нове санкције против Ирана, поново због непоштовања претходног захтева за прекид обогаћивања урана. Резолуцијом 1747 уводи се забрана извоза оружја из Ирана и замрзава имовина 28 особа и организација повезаних са иранским нуклеарним и ракетним програмом. Чланице УН-а позивају се да не извозе оружје у Иран и не дају тој земљи финансијску помоћ и зајмове. Војна интервенција је опет искључена.
Ирански министар спољних послова Манучехр Мотаки одбацио је резолуцију 1747 и искључио је своје право гласа у Већу: „Ово је четврти пут у годуну дана да на темељу неоправдане одлуке коју су применили неки стални чланови, Савет безбедности доноси незакониту, неутемељену и непотребну одлуку против мирнодопског нуклеарног програма Исламске Републике Иран који није никаква претња за међународну сигурност“.

### Кушнерове контроверзне изјаве о кризи
У септембру 2007, француски министар иностраних послова Бернар Кушнер изненадио је јавност када је изјавио да би се свет требало припремати за рат са Ираном ако преговори око нуклеарног програма не уроде плодом: "Морамо се припремати на најгоре, а најгоре је рат". То је био корак према строжем приступу Француске након што је Никола Саркози постао председник 2007 и приближио се ставовима Вашингтону. Влада је тихо критиковала Кушнера, који је идући дан изјавио да су неке његове речи лоше протумачене те да још увек заговара преговоре и мирно решење кризе дипломатским путем: "Најгора ситуација би био рат. А да се избегне најгоре, мора се преговарати, преговарати и преговарати".

## Америчке унилатералне санкције Ирану 2007.
Дана 26. септембра 2007. САД увеле су нове санкције против Ирана, који су оптужиле да „подипире терористе у Авганистану, Ираку и на Блиском истоку, извози балистичке пројектиле и покушава направити нуклеарну бомбу“. Реч је о најоштријим америчким санкцијама против Техерана од 1979. године а усмерене су против 22 агенције иранске владе, више од 20 банака те више појединаца. Главна мета санкција Иранска револуционарна гарда и предузећа у њеном власништву, укључујући фабрике аутомобила, грађевинске фабрике, новине и нафтна поља.
Заједно са државним банкама Банка Мели, Банка Мелат и Банка Садерат, биће одсечене од америчког финансијског система. Сва њихова имовина која буде откривена у САД бит ће замрзнута, а Американцима и амричким предузећима пословање са њима биће забрањено. Уз то, САД упозоравају и неамеричка предузећа да би пословање са ираном могло да резултује финансијским поналима па аналитичари већ упозоравају како би одсад, због чињенице да је Револуционарна гарда толико испреплетена са иранским бизнисом, свако пословање са иранским предузећима могло постати прерискантно.
Иранска влада оштро је реаговала те је убрзо узвратила да је „непријатељска политика САД против иранског народа и легалних организација у супротоности са међународним правом“.

### Амерички извештај 2007.
Дана 4. децембра 2007. у необичном прокрету нуклеарне кризе, америчке обавештајне службе су пустиле у јавност извештај у којем стоји да је Техеран 2003. обуставио програм развоја нуклеарног оружја, што је оповргло ставове Бушове администрације. У извештају стоји да је Иран обогаћивао Уран и да би ипак могао развити нукеларно оружје до 2015.
Америчка државна секретарка Кондолиза Рајс се осврнула на извештај америчке оавештајне службе и поручила да би било погрешно олабавити притисак на Иран: "Упркос најновијим подацима, била би велика грешка олабавити дипломатски притисак на Иран. И даље сматрам Иран опасном силом у међународној политици. Чини се да овог трена немају активан програм наоружавања, и то је заиста добра вест, али мислим да ћемо учинити велику грешку ако смањимо притисак".
Ирански председник Махмуд Ахмадинеџад је изјавио да извештај америчке обавештајне службе који оповргава тврдње Бушове администрације да Иран настоји доћи у посед нуклеарног наоружања представља „победу“ Техерана: "Овај извештај представља победу иранског народа у спору са међународним силама око нуклеарног питања".
Директор Међународне агенције за атомску енергију Мухамед Ел-Барадеј изјавио је да Амерички извештај у којем стоји да је Иран обуставио развој нуклеарног наоружања 2003. дало Техерану отворене могућности да разреши кризу са међународном заједницом предвођеном САД: "Иран сада има отворене могућности јер га у изештају, тврдњом да не тазвија атомско оружје барем неколико последњих година на неки начин амнестира". Додао је да извештај у складу са проценом ИАЕА, због чега је са олакшањем одахнуо.

## Трећи круг санкција Ирану
Дана 3. марта 2008. Савет безбедности увело је трећи круг санкција Ирану: 14 од 15 чланица је гласало за резолуцију, док је само Индонезија остала суздржана. Иако су Либија, Јужна Африка и Вијетнам били резервисани према резолуцији, ипак су на крају гласали за. Спонзори резолуције били су Велика Британија, Француска и Немачка.
По први пут, резолуциојом Савета безбедности забрањује се чланицама УН-а трговина робама које се могу користити и за цивилну и за војну употребу, те се дају овлашћења за инспекцију бродског и ваздушног терета за и из Ирана, у случају сумње да се ради о забрањеном материјалу. Резолуцијом се уводи и финансијски надзор над трансакцијама двеју иранских банака Мели и Садерат, осумњичених за повезаност са активностима испоручивања. Такође се од земаља тражи опрез код уласка у нове трговинске односе са Ираном. Резолуцијом се наређује земљама да замрзну имовину 12 додатних иранских предузећа и 13 појединаца повезаних са нуклеарним и ракетним програмом земље, док се забрањују путовања за пет особа побезаних са нуклеарним програмом. Већина особа са пописа су технички стручњаци, а међу њима је и један генерал, Мухамед Неза Накди, високо рангиран у елитној Револуционарној гарди, близак иранском верском вођи ајатолаху Али Хаменеју. Њему се ставља на терет да је ангажован на заобилажењу досадашњих санкција.
Ирански представник при УН-у Мухамед Казе поново је одбацио резолуцију: „Иран не може и неће прихватити захтеве који су правно мањкави и представљају политички притисак".

## Израелске претње
Израелски председник Шимон Перез је у коментарима 6. маја 2008, поводом 60. годишњице оснивања државе Израел, ирански нуклеарни програм упоредио са Хитлером: "На неки начин то је много комликованије него у време нациста. Наиме, Хитлер није имао нуклеарну бомбу", рекао је Перез и додао како уједињење читавог света у спречавању нуклеарних амбиција Ирана, може спречити евентуалну војну акцију. Исто тако, не верује како Иран користи нуклеарну енергију у мирнодопске сврхе..
Израелски заменик премијера и минисар одбране Шаул Мофаз 6. маја 2008. за израелски лист Једиот Ашатонот изјавио је да Израел нема другог избора него напасти Иран како би га спречио да развије оружје за масовно уништење пошто санкције против те државе нису делотворне. Та изјава била је узрок да цена нафте скочи на рекордних 139 $ по барелу. Ипак, службеници у израелском министарству одбране додали су да је Мофаз то изјавио можда само да би одвратила пажња са корупцијског скандала који виси над Ехудом Омлертом.
Иран је одмах осудио изјаву и затражио од Савета безбедности УН-а да реагује на најновију претњу Израела да ће напасти иранска нуклеарна постројења. "Овако опасна претња против суверене државе и чланице УН је очигледно кршење међународног права и коси се са најосновнијим начелима Повеље УН", наводи писмо које је Мухамед Кхазе организацији гкавном секретару Бан Ки Мун.
Иран је 9. маја 2008 запретио болним одговором у случају израелског напада.

## Отварање новог постројења за обогаћивање урана
У септембру 2009. Иран је обелоданио да је пустио ново постројење за обогаћивање Уранаи да позива представнике ИАЕА да посете ново постројење. Ова изјава изненадила је лидере западних земаља и Обамину администрацију. Председник САД Барак Обама оптужио је иран да гради постројење за производњу нуклеарног горива и затражио поштовање правила о неширењу нуклеарних система на Самиту групе 20 најразвијенијих земаља у Питцбургу. Министар иностраних послова Италије Франко Фратини изјавио је да је Г8 дала рок Ирану да до краја године обустави програм обогаћивања уранијума.. 26. септембра 2009 Обама је изјавио да је војна интерванција још увек опција у решавању питања иранског нуклеарног програма.

## Наставак притиска на Иран
Земље запада дошле су на идеју да се обогаћивање урана врши у некој другој земљи а не у Ирану тако да је у октобру 2009. године покренута таква иницијатива али су Иранци и то без проблема одбили.